# 리하르트 발터 다레
리하르트 발터 다레(독일어: Richard Walther Darré, 1895년 7월 14일 ~ 1953년 9월 5일)는 친위대 대장 (SS-Obergruppenführer) 이자 나치의 피와 흙 (독일어: Blut und Bode) 이데올로기의 추진자 중 한 사람이다. 1933년부터 1942년까지 제국 (Reich) 식량 장관 및 농업 장관을 역임하였다.

## 저서
- Peasantry as Life-Source of the German Race (1928년)
- New Nobility from Blood and Soil (1929년)
- Pig as Criterion for Nordic Peoples and Semites (1933년)

## 같이 보기
- 에코파시즘